# (9600) 1991 UB3
A (9600) 1991 UB3 a Naprendszer kisbolygóövében található aszteroida. Ueda Szeidzsi és Kaneda Hirosi fedezte fel 1991. október 31-én.